# Georgskirche (Grabow)
Die Georgskirche ist die Stadtkirche im historischen Stadtkern von Grabow im Landkreis Ludwigslust-Parchim in Mecklenburg-Vorpommern. Die Gemeinde gehört zur Propstei Parchim im Kirchenkreis Mecklenburg der Evangelisch-Lutherischen Kirche in Norddeutschland (Nordkirche).

## Chronik und Beschreibung

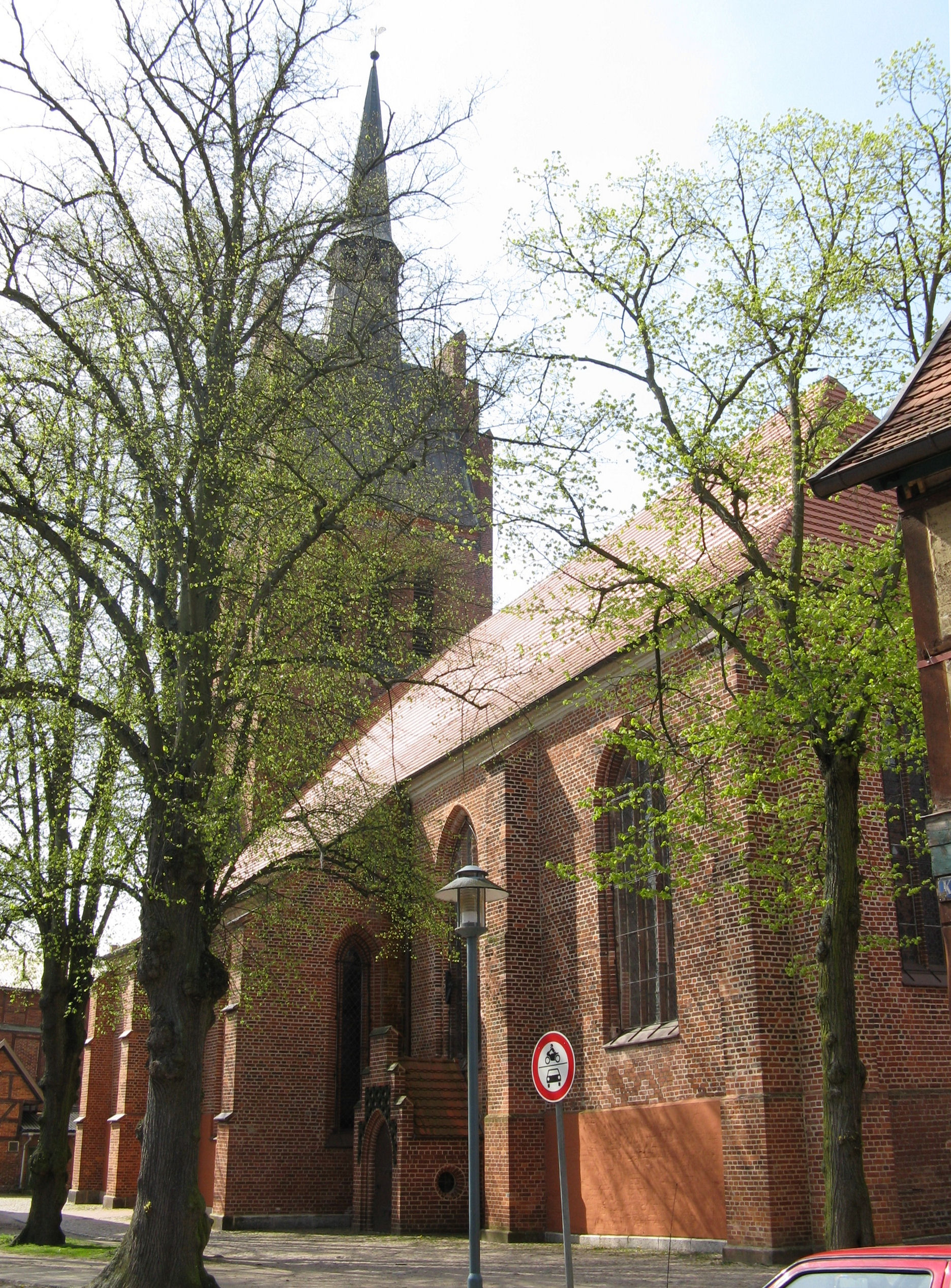
St. Georg

Die Stadtkirche St. Georg ist ein gotischer Backsteinbau, der 1291 erstmals erwähnt wurde. Im Jahr 1329 verlieh der Markgraf Ludwig von Brandenburg dem Kloster in Eldena westlich von Grabow das Patronatsrecht über die Grabower Pfarrkirche.
Der älteste erhaltene Teil ist der rechteckige zweijochige Chor. Erhalten sind noch die Strebepfeiler an der Ostseite zwischen zwei Fenstern und axial an den Ecken. Vermutlich war eine zweischiffige Halle vorgesehen.
Im 14. Jahrhundert entstand als Langhaus dann eine dreischiffige Halle mit drei Jochen und acht Eckpfeilern. Im 15. Jahrhundert wurde der mächtige, dreigeschossige, rechteckige Westturm aus Feldsteinen (Untergeschoss) und Backsteinen errichtet.
Am 3. Juni 1725 wurden durch einen großen Stadtbrand Schloss, Rathaus, Kirche und große Teile der Stadt vernichtet. Die Gewölbe der Kirche sind dabei ausgebrannt. Sie sind im Chor durch Holzgewölbe und im Langhaus durch eine Flachdecke mit Vouten ersetzt worden. Durch den Einbau der Emporen im 19. Jahrhundert wurde der ursprüngliche Raumeindruck erheblich beeinträchtigt.
Die oberen Turmgeschosse wurden erst 1906–1910 wiederaufgebaut. Er erhielt ein Satteldach mit zwei gotisierenden, verzierten Treppengiebel und einem spitzen Dachreiter mit einer Laterne.

## Ausstattung
Die Kirchengemeinde St.-Petri, Hamburg, verschenkte den Grabower Altar des Meister Bertram von Minden von 1379/83 im Jahr 1731 oder 1734 an die hiesige Kirche; der Altar fiel deshalb nicht dem Hamburger Brand von 1842 zum Opfer. Seit 1900 befindet sich der Grabower Altar in der Hamburger Kunsthalle. An seiner Stelle steht ein gotisierender Einbau mit einem Gemälde von Fritz Greve von 1906.
Die Kanzel aus Holz stammt von 1555. An den Füllungen des Korbes befinden sich neutestamentliche Reliefs. Der schmiedeeiserne Taufständer stammt von 1785 und soll von August Niens gefertigt worden sein. Der schmiedeeiserne Kronleuchter datiert von 1742. Die Orgel ist ein Werk von Friedrich Friese III aus dem Jahr 1885 mit 25 Registern auf zwei Manualen und Pedal.